# Isodon calycinus
Isodon calycinus là một loài thực vật có hoa trong họ Hoa môi. Loài này được (Benth.) H.W.Li mô tả khoa học đầu tiên năm 1988.